# Picolinato de cromo(III)
Picolinato de cromo(III) é um composto orgânico de fórmula química CrPic3, onde três resíduos do ácido picolínico ligam-se a um átomo de Cromo por coordenação. É vendido como suplemento nutricional como fonte de Cromo para tratar diabetes tipo 2 e promover a perda de peso.